# Biebermühlbahn
| | |                                                |                                                |
| Streckennummer (DB): | 3300 (Kaiserslautern–Pirmasens Nord) 3310 (Pirmasens Nord–Pirmasens)                                                         |                                                |                                                |
| Kursbuchstrecke (DB): | 279d (1949–1972) 672 (seit 1972) 674 (Pirmasens Nord–Pirmasens Hbf, seit 1994) 675 (Pirmasens Nord–Pirmasens Hbf, seit 1994) |                                                |                                                |
| Kursbuchstrecke: | 279e (1946) |                                                |                                                |
| Streckenlänge: | 35,9 km |                                                |                                                |
| Spurweite: | 1435 mm (Normalspur) |                                                |                                                |
| Maximale Neigung: | 25 ‰ |                                                |                                                |
| Minimaler Radius: | 250 m |                                                |                                                |
| Streckengeschwindigkeit: | 80 km/h |                                                |                                                |
| | |                                                |                                                |
| \| \| \| Hauptstrecke von Mannheim \| \| \| \| \| Strecke von Enkenbach \| \| \| \| 0,000 \| Kaiserslautern Hbf \| 250 m \| \| \| \| Lautertalbahn nach Lauterecken-Grumbach \| \| \| \| \| Hauptstrecke nach Saarbrücken \| \| \| \| \| Bundesstraße 37 \| \| \| \| 1,860 \| Kaiserslautern-Galgenschanze \| 252 m \| \| \| \| Rauschenweg \| \| \| \| \| Leipziger Straße \| \| \| \| \| Vogelweh \| \| \| \| \| Burgherrenstraße/Kreisstraße 3 \| \| \| \| 5,500 \| Hohenecken \| 286 m \| \| \| 5,805 \| Kaiserslautern-Hohenecken (seit 11. Juni 2017) \| Kaiserslautern-Hohenecken (seit 11. Juni 2017) \| \| \| \| Burgherrenstraße/Kreisstraße 3 \| \| \| \| 8.500 \| Gelterswoog \| 296 m \| \| \| \| Kreisstraße 6 \| \| \| \| \| Landesstraße 502 \| \| \| \| \| Aschbach \| \| \| \| 11,600 \| Karlsthal \| 292 m \| \| \| \| Landesstraße 500 \| \| \| \| \| Moosalb \| \| \| \| \| \| \| \| \| \| Bundesstraße 270 \| \| \| \| 13,059 \| Schopp \| 278 m \| \| \| \| Mühlstraße \| \| \| \| \| Kreisstraße 31 \| \| \| \| 19,090 \| Steinalben \| 273 m \| \| \| \| Auf der Hohl \| \| \| \| \| Hauptstraße \| \| \| \| \| Moosalb \| \| \| \| \| Bundesstraße 270 \| \| \| \| \| Moosalb \| \| \| \| 23,730 \| Waldfischbach \| 256 m \| \| \| \| Bundesstraße 270 \| \| \| \| \| Höheinöder Straße/Kreisstraße 24 \| \| \| \| 25,500 \| Burgalben (Reaktivierung geplant) \| 248 m \| \| \| \| Schwarzbach \| \| \| \| \| Schwarzbach \| \| \| \| \| Schwarzbach \| \| \| \| \| Schwarzbachtalbahn von Rohrbach \| \| \| \| 29,1000,000 \| Pirmasens Nord \| 244 m \| \| \| \| Queichtalbahn nach Landau \| \| \| \| \| (neue Trasse seit 1939) \| \| \| \| \| Rodalber Straße/Kreisstraße 17 \| \| \| \| 4,000 \| Neuer/Alter Fehrbacher Tunnel (887/914 m) \| Neuer/Alter Fehrbacher Tunnel (887/914 m) \| \| \| \| (alte Trasse bis 1996) \| \| \| \| \| Kreisstraße 6 \| \| \| \| 6,768 \| Pirmasens Hbf \| 369 m \| \| \| \| \| \| \| Quellen: [2][3] \| \| \| \| | |                                                |                                                |
| Strecke | | Hauptstrecke von Mannheim                      | Hauptstrecke von Mannheim                      |
| Abzweig geradeaus und von rechts | | Strecke von Enkenbach                          | Strecke von Enkenbach                          |
| Bahnhof | 0,000 | Kaiserslautern Hbf                             | 250 m                                          |
| Abzweig geradeaus und nach rechts | | Lautertalbahn nach Lauterecken-Grumbach        |                                                |
| Abzweig geradeaus und nach rechts | | Hauptstrecke nach Saarbrücken                  | Hauptstrecke nach Saarbrücken                  |
| Brücke | | Bundesstraße 37                                | Bundesstraße 37                                |
| Haltepunkt / Haltestelle | 1,860 | Kaiserslautern-Galgenschanze                   | 252 m                                          |
| Strecke mit Straßenbrücke | | Rauschenweg                                    | Rauschenweg                                    |
| Brücke | | Leipziger Straße                               | Leipziger Straße                               |
| Brücke | | Vogelweh                                       | Vogelweh                                       |
| Brücke | | Burgherrenstraße/Kreisstraße 3                 | Burgherrenstraße/Kreisstraße 3                 |
| ehemaliger Bahnhof | 5,500 | Hohenecken                                     | 286 m                                          |
| Haltepunkt / Haltestelle | 5,805 | Kaiserslautern-Hohenecken (seit 11. Juni 2017) | Kaiserslautern-Hohenecken (seit 11. Juni 2017) |
| Strecke mit Straßenbrücke | | Burgherrenstraße/Kreisstraße 3                 | Burgherrenstraße/Kreisstraße 3                 |
| ehemaliger Haltepunkt / Haltestelle | 8.500 | Gelterswoog                                    | 296 m                                          |
| Brücke | | Kreisstraße 6                                  | Kreisstraße 6                                  |
| Strecke mit Straßenbrücke | | Landesstraße 502                               | Landesstraße 502                               |
| Brücke über Wasserlauf | | Aschbach                                       | Aschbach                                       |
| ehemaliger Haltepunkt / Haltestelle | 11,600 | Karlsthal                                      | 292 m                                          |
| Strecke geradeaus | | Landesstraße 500                               | Landesstraße 500                               |
| Strecke unter Wasserlauf | | Moosalb                                        | Moosalb                                        |
| Strecke | |                                                |                                                |
| Brücke | | Bundesstraße 270                               | Bundesstraße 270                               |
| Bahnhof | 13,059 | Schopp                                         | 278 m                                          |
| Strecke mit Straßenbrücke | | Mühlstraße                                     | Mühlstraße                                     |
| Strecke mit Straßenbrücke | | Kreisstraße 31                                 | Kreisstraße 31                                 |
| Haltepunkt / Haltestelle | 19,090 | Steinalben                                     | 273 m                                          |
| Brücke | | Auf der Hohl                                   | Auf der Hohl                                   |
| Brücke | | Hauptstraße                                    | Hauptstraße                                    |
| Brücke über Wasserlauf | | Moosalb                                        | Moosalb                                        |
| Strecke mit Straßenbrücke | | Bundesstraße 270                               | Bundesstraße 270                               |
| Brücke über Wasserlauf | | Moosalb                                        | Moosalb                                        |
| Bahnhof | 23,730 | Waldfischbach                                  | 256 m                                          |
| Strecke mit Straßenbrücke | | Bundesstraße 270                               | Bundesstraße 270                               |
| Brücke | | Höheinöder Straße/Kreisstraße 24               | Höheinöder Straße/Kreisstraße 24               |
| ehemaliger Haltepunkt / Haltestelle | 25,500 | Burgalben (Reaktivierung geplant)              | 248 m                                          |
| Brücke über Wasserlauf | | Schwarzbach                                    | Schwarzbach                                    |
| Brücke über Wasserlauf | | Schwarzbach                                    | Schwarzbach                                    |
| Brücke über Wasserlauf | | Schwarzbach                                    | Schwarzbach                                    |
| Abzweig geradeaus, ehemals nach rechts und von rechts | | Schwarzbachtalbahn von Rohrbach                | Schwarzbachtalbahn von Rohrbach                |
| Bahnhof | 29,1000,000 | Pirmasens Nord                                 | 244 m                                          |
| Abzweig geradeaus und nach links | | Queichtalbahn nach Landau                      | Queichtalbahn nach Landau                      |
| Verschwenkung von links · Verschwenkung von rechts (Strecke außer Betrieb) | | (neue Trasse seit 1939)                        | (neue Trasse seit 1939)                        |
| Brücke · Brücke (Strecke außer Betrieb) | | Rodalber Straße/Kreisstraße 17                 | Rodalber Straße/Kreisstraße 17                 |
| Tunnel · Tunnel (Strecke außer Betrieb) | 4,000 | Neuer/Alter Fehrbacher Tunnel (887/914 m)      | Neuer/Alter Fehrbacher Tunnel (887/914 m)      |
| Verschwenkung nach links · Verschwenkung nach rechts (Strecke außer Betrieb) | | (alte Trasse bis 1996)                         | (alte Trasse bis 1996)                         |
| Strecke mit Straßenbrücke | | Kreisstraße 6                                  | Kreisstraße 6                                  |
| Kopfbahnhof Streckenende | 6,768 | Pirmasens Hbf                                  | 369 m                                          |
| | |                                                |                                                |
| Quellen: | |                                                |                                                |

Die Biebermühlbahn – manchmal auch Moosalbbahn – ist eine 35,9 Kilometer lange Nebenbahn von Kaiserslautern nach Pirmasens, die im Zeitraum zwischen 1875 und 1913 errichtet wurde.
Der zuerst gebaute Abschnitt Biebermühle (heute: Pirmasens Nord)–Pirmasens diente der Anbindung der Stadt Pirmasens an das Eisenbahnnetz, da diese aufgrund der topografischen Verhältnisse lediglich durch eine Stichstrecke Anschluss erhalten konnte. 1904 wurde von Biebermühle aus eine weitere Stichbahn nach Waldfischbach eröffnet, ehe es 1913 zum Lückenschluss bis Kaiserslautern kam.
In der Folgezeit erlangte die Bahnstrecke Bedeutung im überregionalen Verkehr (Kurswagen Dortmund- oder Tübingen-Pirmasens), der spätestens ab 1990 entfiel. Seither ist sie eine reine Nahverkehrsstrecke. Sie ist von allen pfälzischen Eisenbahnstrecken, die im 20. Jahrhundert gebaut beziehungsweise vollendet wurden, die einzige, die zu keinem Zeitpunkt von der Stilllegung bedroht war.

## Geschichte

### Erste Bestrebungen (1864–1867)
Erste Bestrebungen, eine Bahnverbindung von Kaiserslautern bis nach Pirmasens zu schaffen, gehen bis in die 1860er Jahre zurück. Vor allem die Gemeinde Schopp setzte sich vehement für eine entsprechende Verbindung ein. Ein erster Entwurf aus dem Jahr 1864 sah eine Streckenführung über Vogelweh, Hohenecken, Schopp, Biebermühle und Rodalben vor.
Im Folgejahr erwähnte ein Komitee, dem Vertreter aus Kaiserslautern, Waldfischbach und Schopp angehörten, mehrere Vorteile einer solchen Strecke. Neben Pirmasens mit seiner Wirtschaft würde beispielsweise der Holztransport im Einzugsgebiet von Johanniskreuz, Leimen, Lemberg, Merzalben, Ruppertsweiler, Trippstadt und Waldfischbach profitieren, ebenso die Kiesgruben in Heltersberg, Rodalben, Schmalenberg und Waldfischbach sowie die Landwirtschaft der benachbarten Sickinger Höhe und die Wasserfälle der Region.
1866 folgte ein weiterer Entwurf, der weitestgehend dem heutigen Streckenverlauf entsprach. Das Königreich Bayern, in dessen linksrheinischer Pfalz sich die geplante Verbindung befand, erteilte einer zeitgleich geplanten Strecke von Landau nach Zweibrücken jedoch Vorrang. Eine geplante Verbindung zwischen Kaiserslautern und Pirmasens hielt das Handelsministeriums aufgrund der Topographie und der dünnen Besiedlung nicht für sinnvoll.

### Entstehung der Stichstrecke Biebermühle–Pirmasens
Im Zuge der geplanten Strecke Landau–Zweibrücken erhoffte sich die Stadt Pirmasens einen Anschluss an das Eisenbahnnetz. Da sich bald herausstellte, dass die Strecke aufgrund der schwierigen Topografie des Pfälzerwaldes und den damit verbundenen hohen Kosten in diesem Bereich wahrscheinlich nicht über die Schuhstadt geführt werden kann und diese stattdessen eine Stichstrecke erhalten sollte, gab es stadtintern heftige Diskussionen. Im Stadtrat vertraten einige Mitglieder die Ansicht, dass eine Stichbahn die Stadt wirtschaftlich erheblich schwächen würde.
Das Stadtparlament verfocht deshalb zunächst weiterhin eine direkte Anbindung an die Südpfalzstrecke genannte Bahnlinie Landau–Zweibrücken. Es standen zwei Varianten zur Diskussion. Bei der ersten sollte der Bahnhof im Dankelsbachtal entstehen; dafür hätte die Stadt aufwändig untertunnelt werden müssen. Sie wurde bereits vorzeitig fallen gelassen. Die zweite verlief weiter südlich über Ruppertsweiler mit einem Bahnhof in der Nähe von Niedersimten. Die bayerische Regierung favorisierte jedoch die Anbindung über eine Stichstrecke. Die Mehrheit des Stadtrates votierte schließlich mit 24:14 Stimmen für den Regierungsentwurf, da ein Bahnhof im Bereich von Niedersimten nicht als Direktanbindung betrachtet werden könne und darüber hinaus eine spätere Verbindung nach Kaiserslautern keine Realisierungschancen mehr gehabt hätte.
Die Stichbahn sollte am Weiler Biebermühle, an dem eigens ein Abzweigbahnhof entstehen sollte, von der geplanten Hauptbahn abzweigen, hauptsächlich dem Steinbach folgen und nach rund sieben Kilometern am nördlichen Stadtrand von Pirmasens am Exerzierplatz enden. Am 25. November 1875 wurde sie zusammen mit dem Hauptbahnabschnitt Annweiler–Zweibrücken eröffnet. Betreiber war die Pfälzische Ludwigsbahn-Gesellschaft, welche bereits 1870 durch die Fusion mit den übrigen pfälzischen Privatbahnen Bestandteil der Vereinigung der Pfälzischen Eisenbahnen geworden war.
Die bis dato nur eingleisige Stichbahn litt allerdings an einem planerischen Fehler. Auf Grund des sehr spät begonnenen Anstiegs im Steinbachtal konnte nur mit einer starken Steigung kurz vor und im Tunnel bei der Einfahrt nach Pirmasens die Scheitelhöhe der Trasse erreicht werden. Dies führte dazu, dass Züge in der letzten Steigung vor oder im Tunnel stehen blieben und die Loks es nicht schafften, erneut anzufahren. Daher entschloss sich die Reichsbahnverwaltung zum Bau eines zweiten Gleises, welches dann die Steigung viel früher begann – schon direkt in der Ausfahrt des Bahnhofs Biebermühle – um dann mit geringerer, aber gleichmäßiger Steigung die neue Tunnelröhre zu erreichen (siehe auch Abschnitt Weitere Entwicklung).

### Durchbindung bis Kaiserslautern
Wie die Südpfalzbahn, diente die Stichbahn nach Pirmasens zunächst hauptsächlich dem Gütertransport. Die Bestrebungen, eine Durchbindung der Pirmasenser Strecke bis nach Kaiserslautern zu errichten, kamen jedoch nicht zum Erliegen. Schon in den 1860er Jahren hatte der Distriktsrat von Waldfischbach die Festlegung der Trasse der Strecke Landau–Zweibrücken kritisiert. 1872 erhielten die Pfälzischen Eisenbahnen eine Anfrage der Stadt Kaiserslautern, die sich auf die geplante Verbindung nach Pirmasens bezog. Deren Direktor Albert von Jäger entgegnete, dass die Organisation so viele Projekte zu bewältigen habe, dass die Strecke nicht realisiert werden könne. Eine weitere – ebenfalls erfolglose Anfrage – stammt aus dem Jahr 1887.
1894 wurde im Auftrag des Bürgermeisteramtes Kaiserslautern ein Entwurf erstellt, der von Baukosten in der Höhe von 4,4 Millionen Mark ausging, davon rund ein Drittel für Umbaumaßnahmen der Bahnhöfe in Kaiserslautern und Biebermühle. Ein Jahr später folgte die Eingabe nach München. Jakob von Lavale, Nachfolger des zwischenzeitlich verstorbenen Jäger, lehnte eine Umsetzung abermals ab. Daraufhin fand eine Versammlung in der Kaiserslauterer Fruchthalle statt, die aus Protest gegen diese Haltung resultierte. Dies führte zu mehreren Vorschlägen über den Verlauf.

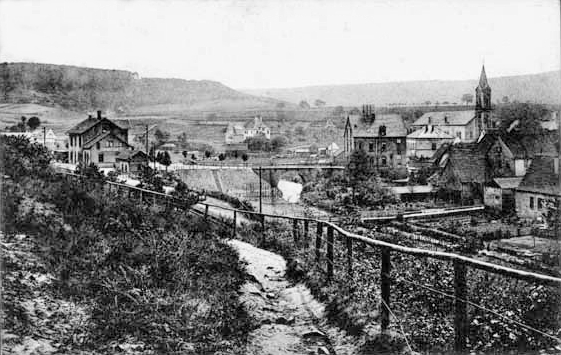
Bahnhof Waldfischbach (links) im Jahr 1916

Am 29. Mai 1900 wurde das Gesetz „die Herstellung von Bahnen lokaler Bedeutung in der Pfalz betreffend“ verabschiedet, das den Bahnbau garantierte. Zwei Jahre später folgte die Konzessionsurkunde des Abschnitts Biebermühle–Waldfischbach. Nach rund einjährige Bauzeit wurde der entsprechende 5,13 Kilometer Abschnitt am 1. Juni 1904 in Betrieb genommen, dessen einziger Zwischenhalt Burgalben war. Damit wurde die Station Biebermühle zu einem Kreuzungsbahnhof. 1909 ging der Betrieb der beiden Stichstrecken in das Eigentum der Königlich Bayerischen Staats-Eisenbahnen über. 1913 wurde am 1. August der Lückenschluss Waldfischbach–Kaiserslautern vollzogen.

### Weitere Entwicklung
Später erhielt der Streckenabschnitt Biebermühle–Burgalben aus militärischen Gründen eine neue Trasse, die sich in der Mitte des Schwarzbachtals befindet. Am 1. April 1920 wurde die Strecke Eigentum der Deutschen Reichsbahn. 1922 erfolgte die Eingliederung der Strecke in die neu gegründete Reichsbahndirektion Ludwigshafen. 1923 bis November 1924 wurde die Strecke unter französischen Regiebetrieb gestellt. Im Zuge der Auflösung der Ludwigshafener Direktion wechselte die Biebermühlbahn zum 1. Mai 1936 in den Zuständigkeitsbereich der Direktion Saarbrücken.
Zur selben Zeit folgte ein großer Umbau des Bahnhofs Biebermühle. Er erhielt ein neues Bahnhofsgebäude, neue Hochbahnsteige, zusätzliche Gleise und eine Fußgängerunterführung. Im Zuge dieses Umbaus wurde der Bahnhof in Pirmasens Nord umbenannt.
Durch den Bau eines zweiten Gleises sollte die Leistungsfähigkeit zwischen dem Pirmasenser Nord- und dem Hauptbahnhof gesteigert werden. Das zweite Gleis sollte dabei eine gesonderte Trasse erhalten, für die drei Optionen zur Auswahl standen. Eine Variante führte über Petersberg und kam ohne Tunnel aus. Die zweite verlief zunächst parallel zur Bestandsstrecke, überquerte diese kurz vor dem Fehrbacher Tunnel und führte schließlich durch einen 400 Meter langen Tunnel, in dem sie anstieg. Die dritte Variante, die die Reichsbahn schließlich umsetzte, verlief annähernd parallel zur alten Strecke, begann jedoch früher mit dem Aufstieg nach Pirmasens und erhielt so eine gleichmäßigere und flachere Steigung. Sie erhielt einen Tunnel, der parallel zum alten verläuft. 1939 folgte die Inbetriebnahme; die Baukosten beliefen sich dabei auf 5,6 Millionen Reichsmark. Das neue Gleis diente nach der Inbetriebnahme den bergwärts fahrenden Zügen, das alte Gleis war den talwärts fahrenden Zügen vorbehalten.
Darüber hinaus entstand nördlich des Pirmasenser Nordbahnhofs eine Verbindungskurve zur Schwarzbachbahn, die im darauf folgenden Zweiten Weltkrieg direkte Zugläufe der Relation Zweibrücken–Kaiserslautern über die Biebermühlbahn ermöglichen sollte.

### Nachkriegszeit und Deutsche Bundesbahn (1945–1993)
Nach dem Ende des Zweiten Weltkrieges war das Talgleis des südlichen Abschnitts Pirmasens Nord–Pirmasens Hauptbahnhof als Folge der Kampfhandlungen an vier Stellen unterbrochen. Ein Gleis wurde bald wieder hergestellt. Die Inbetriebnahme des zweiten Gleises war erst zum 10. Oktober 1948 möglich. Größer war der Schaden zwischen Waldfischbach und Steinalben, sodass erst 1946 wieder durchgängige Züge zwischen Pirmasens und Kaiserslautern möglich waren.
Die Bahnstrecke unterstand zu diesem Zeitpunkt der Betriebsvereinigung der Südwestdeutschen Eisenbahnen (SWDE) welche 1949 in die neu gegründete Deutsche Bundesbahn (DB) überging. Letztere gliederte die Biebermühlbahn in die Bundesbahndirektion Mainz ein, der sie alle Bahnlinien innerhalb des neu geschaffenen Bundeslandes Rheinland-Pfalz zuteilte. Der Personenverkehr erlebte einen großen Aufschwung. 1955 wurde das Berggleis im südlichen Streckenabschnitt reaktiviert, dessen Aufbau sich über längere Zeit hinausgezögert hatte. 1966 wurde die Telegrafen-Freileitung entlang der Strecke zwischen Pirmasens Nord und Pirmasens durch ein Fernmeldekabel ersetzt. Am 1. August 1971 gelangte die Strecke im Zuge der Auflösung der Mainzer Direktion in den Zuständigkeitsbereich ihres Saarbrücker Pendants.
Am 25. September 1975 endete auf der Strecke der Dampfzugbetrieb. Zwei Jahre später wurde der Haltepunkt Gelterswoog aufgelassen. In den 1980er Jahren folgten die Unterwegshalte Galgenschanze, Hohenecken, Karlsthal und Burgalben. Nachdem in der gesamten Westpfalz nach dem Krieg viele Strecken stillgelegt worden waren, schloss die DB mit dem Land Rheinland-Pfalz eine Vereinbarung ab, nach der der Fortbestand der Biebermühlbahn gesichert war. Im Zuge des Endes des Kalten Kriegs verlor die Strecke ab 1990 ihre Bedeutung als strategische Bahn, die sie zuletzt vor allem aufgrund der in der Region Pirmasens ansässigen amerikanischen Streitkräfte innehatte.

### Deutsche Bahn (seit 1994)
Im Zuge der Bahnreform ging die Biebermühlbahn in das Eigentum der Deutschen Bahn (DB) über. Im selben Jahr endete auf der benachbarten Magistrale Landau-Rohrbach der überregionale Verkehr. Von wenigen Ausnahmen abgesehen, verkehrten die dortigen Züge ab Pirmasens Nord seither zum Hauptbahnhof, wodurch die Biebermühlbahn in ihrem südlichen Abschnitt eine Aufwertung erfuhr. Auf dem Abschnitt zwischen Pirmasens Nord und Pirmasens Hauptbahnhof wurde die ältere Strecke, das sogenannte Talgleis, 1996 stillgelegt, nachdem sie seit den 1960er Jahren nicht mehr planmäßig befahren wurde. Noch kurz vor der Bahnreform war ihre mögliche Reaktivierung samt den anfallenden Kosten untersucht worden.
Als Teil der Bahnreform ist seit 1. Januar 1997 der Zweckverband Schienenpersonennahverkehr Rheinland-Pfalz Süd für die Strecke zuständig. In diesem Zusammenhang erfolgte die Reaktivierung des Haltepunkts Galgenschanze.

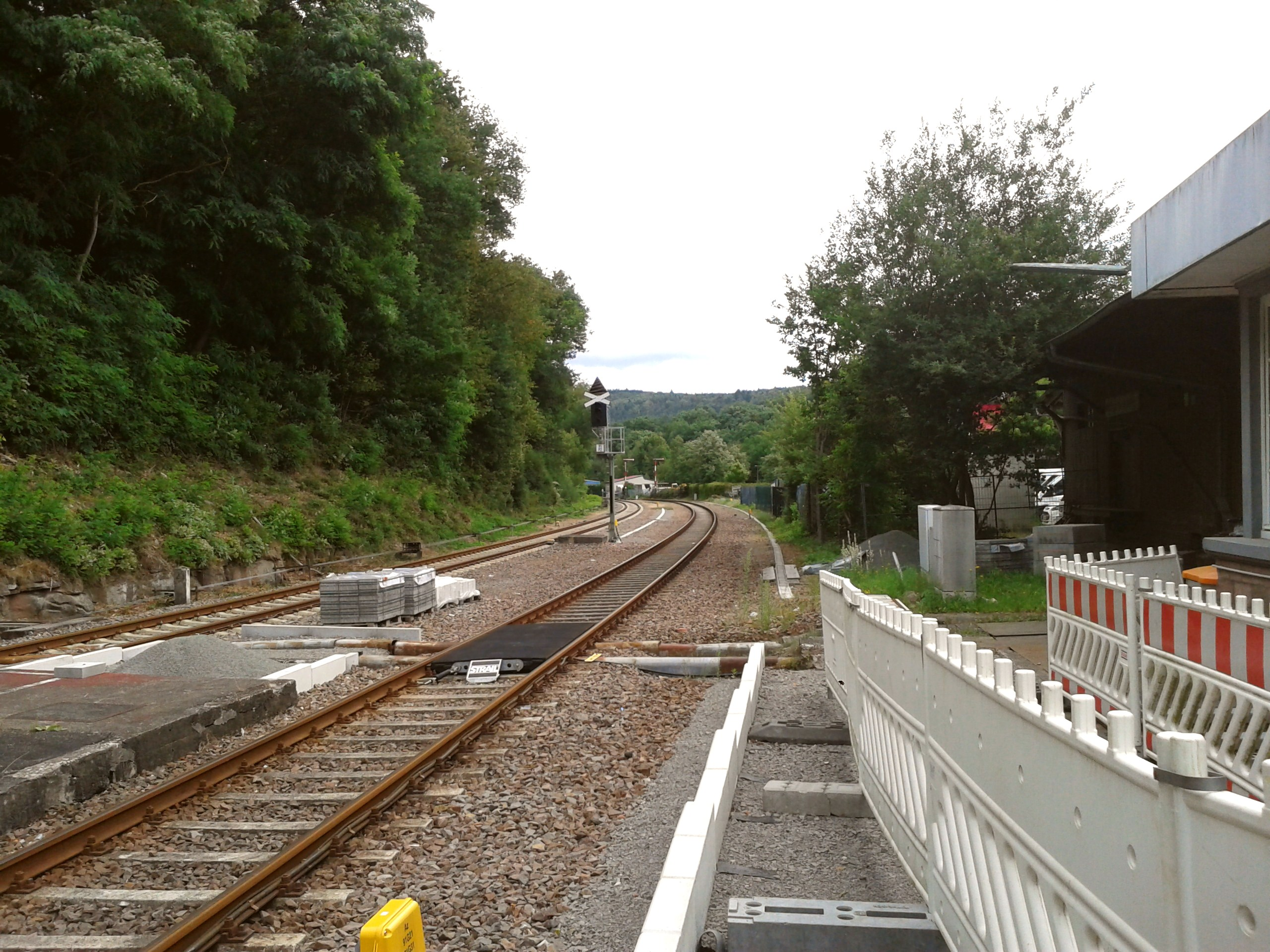
Umbauarbeiten im Bahnhof Waldfischbach-Burgalben im Juli 2017. In der Bildmitte eins der neuen Lichtsignale, im Hintergrund die alten Formsignale.

Im Dezember 1999 erfolgte die Schließung des Güterbahnhofs in Pirmasens; anschließend wurde er samt seinen Gleisanlagen abgebaut. Im Jahr 2000 wurde die gesamte Strecke außerdem wie die gesamte Westpfalz zunächst Teil des Westpfalz-Verkehrsverbundes (WVV), ehe dieser sechs Jahre später im Verkehrsverbund Rhein-Neckar (VRN) aufging. Seit dem 14. Dezember 2008 befindet sich die Strecke im sogenannten Westpfalz-Netz. So sind beispielsweise ab 19 Uhr alle Züge mit Zugbegleitern besetzt.
2013 fand das hundertjährige Jubiläum der Bahnstrecke statt; am 15. September des Jahres fanden entsprechen Dampfzugfahrten statt.
Zum 11. Dezember 2011 sollte der Haltepunkt Kaiserslautern-Hohenecken reaktiviert werden. Wegen Finanzierungsschwierigkeiten (die Stadt Kaiserslautern konnte zu diesem Zeitpunkt keine Mittel bereitstellen), wurde der Neubau des Haltepunkts mehrmals verschoben. Schließlich konnte er am 11. Juni 2017 eröffnet werden.
Im Zuge des Aufbaus des ESTW „Südliche Pfalz“ in der regionalen Bedienzentrale Neustadt (Weinstraße) wurde 2016 und 2017 der südliche Teil der Strecke zwischen Waldfischbach-Burgalben und Pirmasens Hauptbahnhof mit neuer Signal- und Weichentechnik ausgestattet. Dabei wurde die Strecke zwischen Pirmasens Nord und Pirmasens Hauptbahnhof zur Kapazitätssteigerung in zwei Blockabschnitte unterteilt. Die Unterteilung erlaubt bei hintereinander fahrenden Zügen eine dichtere Zugfolge. Die Umbauarbeiten waren im Herbst 2017 abgeschlossen.
Für den Einsatz von Akkumulatortriebwagen im Pfalznetz ab Dezember 2026 wird eine Oberleitungsinselanlage über vier Bahnsteiggleise im Bahnhof Pirmasens Nord sowie auf der anschließenden Strecke Richtung Pirmasens auf einer Länge von 3200 Metern errichtet.

## Streckenverlauf
Die Biebermühlbahn verläuft am westlichen Rand des Pfälzerwaldes am Übergang zur Sickinger Höhe. Sie ist fast auf gesamter Strecke von Bäumen umgeben. Sie verlässt den Kaiserslauterer Hauptbahnhof in westlicher Richtung und verläuft zunächst parallel zur Bahnstrecke Mannheim–Saarbrücken sowie zur Lautertalbahn. Beide Strecken verlässt sie in Richtung Süden, um in den Hohenecker Wald einzutreten. Dabei streift sie den östlichen Rand der Stadtteile Vogelweh und Hohenecken. Der späte Lückenschluss zwischen Kaiserslautern und Waldfischbach hatte aus verkehrstechnischer Sicht den Vorteil, dass die Strecke ohne niveaugleiche Kreuzungen mit einer parallel zur Strecke verlaufenden Landstraße konzipiert und gebaut wurde.

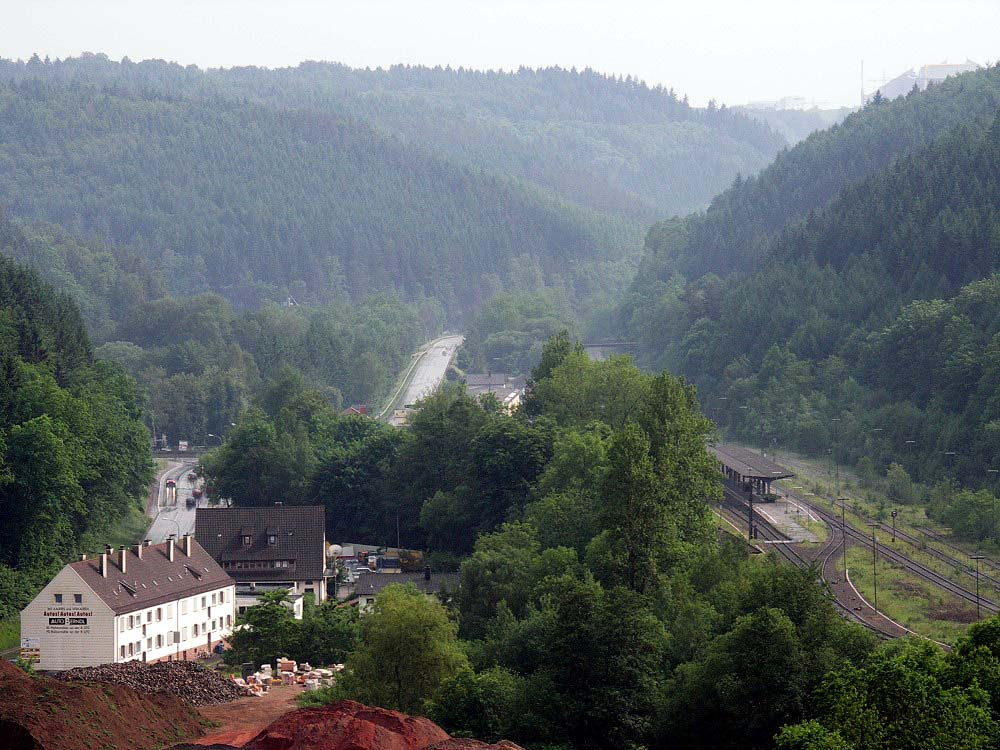
Bahnhof Pirmasens Nord (rechts) aus der Vogelperspektive, links der Weiler Biebermühle

Nachdem sie den Gelterswoog passiert hat, folgt sie dem Aschbach bis zu dessen Mündung in die Moosalb am westlichen Ende des Karlstal. Kurz vor Schopp überquert sie die Bundesstraße 270 und verläuft entlang der Moosalb über Steinalben bis nach Waldfischbach, wo sie auf das Schwarzbachtal trifft. Der Schwarzbach wird insgesamt dreimal überquert, ehe die Strecke Pirmasens Nord erreicht. Aus westlicher Richtung mündet die Bahnstrecke Landau–Rohrbach, die ihn nach Osten verlässt, während die Biebermühlbahn weiterhin nach Süden führt.
Die restlichen knapp sieben Kilometer verlaufen auf relativ steilem Terrain, bis kurz vor dem als Kopfbahnhof angelegten Pirmasenser Hauptbahnhof der 887 Meter lange Neue Fehrbacher Tunnel durchquert wird. Die Bahn befährt in diesem Streckenabschnitt das in den 1930er Jahren gebaute zweite Gleis. Es verläuft in einer anderen Höhenlage und hat eine gleichmäßigere Neigung, womit eine zu große Steigung im Tunnel wie bei der alten Strecke vermieden wurde.
Vom Kaiserslauterer Hauptbahnhof bis zum aufgelassenen Haltepunkt Gelterswoog befindet sich die Strecke innerhalb der Gemarkung der kreisfreien Stadt Kaiserslautern, von Karlstal bis Schopp im Landkreis Kaiserslautern. Zwischen Steinalben und Pirmasens Nord wird der Landkreis Südwestpfalz durchquert, der restliche Teil liegt auf dem Terrain der kreisfreien Stadt Pirmasens.

## Betrieb

### Personenverkehr
In den ersten Jahrzehnten pendelten die meisten Personenzüge zwischen Pirmasens und der Biebermühle, einige fuhren bis nach Zweibrücken. Nach Eröffnung des Abschnitts Biebermühle–Waldfischbach bildeten die beiden zu diesem Zeitpunkt existierenden Teile betrieblich de facto zwei voneinander betrieblich getrennte Stichstrecken. Nach der Vollendung im Jahr 1913 gab es sieben durchgehende Zugpaare, von denen eines über die Donnersbergbahn bis nach Mainz und eines über die Zellertalbahn bis nach Darmstadt geführt wurde. Daneben existierten Züge die lediglich zwischen Pirmasens und Waldfischbach oder zwischen Kaiserslautern und Schopp fuhren.
Gehobene Leistung in den 1930er Jahren waren zwei Eilzugpaare Pirmasens–Kaiserslautern–Mainz, eines davon weiter nach Frankfurt am Main. In den 1960er Jahren verkehrten Eilzüge, die bis nach Darmstadt, Frankfurt und Wiesbaden fuhren. Ebenso gelangten während dieser Zeit Kurswagen aus Tübingen auf die Strecke. Ende der 1990er Jahre wurden die Eilzüge gestrichen, ab 1991 gab es keine Kurswagenverbindungen mehr. Letztere verkehrten seit Ende der 1970er Jahre bis nach Dortmund.
Die eingleisige Biebermühlbahn wird seit Anfang der 1990er Jahre zusammen mit der Alsenztalbahn, der Bahnstrecke Kaiserslautern–Enkenbach und dem Nahetalbahnabschnitt Bingen–Bad Münster unter der Kursbuchnummer 672 geführt. Von 1990 bis 2008 gab es durchgehende Verbindungen zwischen Bingen und Pirmasens. In Waldfischbach finden die Zugkreuzungen zur üblichen Symmetrieminute kurz vor der vollen Stunde statt. Die Fahrten zwischen Pirmasens Hauptbahnhof und Kaiserslautern sind beim Verkehrsverbund Rhein-Neckar als Linie R 64 verzeichnet, diejenigen zwischen den beiden Pirmasenser Bahnhöfen unter den Bezeichnungen R55 (Landau–Pirmasens) beziehungsweise R68 (Saarbrücken–Pirmasens).

### Güterverkehr
Anfangs diente die damalige Stichstrecke Biebermühle–Pirmasens hauptsächlich dem Güterverkehr. Zwischen Biebermühle und Kaiserslautern war das Aufkommen vor allem durch die Holzindustrie geprägt. Nach der Elektrifizierung der Magistrale Mannheim-Saarbrücken ging der Güterverkehr auf der Biebermühlbahn rapide zurück, damit ebenfalls das Güteraufkommen nach Pirmasens. Die Bedienung erfolgte in Form von Nahgüterzügen vom Rangierbahnhof Einsiedlerhof aus. Das Gefälle im Streckenabschnitt südlich von Pirmasens Nord machte eine Bremsung der Rückfahrt der Güterzüge kurz vor ihrer Abfahrt im Pirmasenser Hauptbahnhof erforderlich. Darüber hinaus machte die Bedienung des Ladegleises in Steinalben die Sperrung des Streckenabschnitts Schopp–Waldfischbach erforderlich.
Im Güterverkehr, der 2005 zum Erliegen kam, diente der Bahnhof Pirmasens in den letzten Jahrzehnten als Verteilerbahnhof für Güterzüge, die in mehrere Einzelzüge zerlegt wurden. Einer bediente Pirmasens, ein anderer die Bahnhöfe zwischen Kaiserslautern und Pirmasens Nord. Darüber hinaus wurden ab den 1970er Jahren entlang der Bahnstrecke Landau–Rohrbach die Bahnhöfe im Abschnitt Hauenstein–Zweibrücken von Pirmasens Nord aus bedient. Mitte der 2000er Jahre kam der Güterverkehr komplett zum Erliegen.

## Fahrzeugeinsatz

### Dampflokomotiven
Für die Dampflokomotiven war in erster Linie das Bahnbetriebswerk Kaiserslautern zuständig, später kam ein Teil der Loks aus Zweibrücken. Speziell für den Einsatz vor schweren Güterzügen auf der Steilrampe nach Pirmasens beschafften die Pfälzischen Eisenbahnen bei der Fa. Krauss & Co. die fünffach gekuppelten Tenderloks der Baureihe T 5, die zunächst von der DRG als Baureihe 940 geführt werden sollten. Dennoch entschied sich letztere, sie 1926 und damit noch bevor sie umgezeichnet wurden, zu verkaufen. Zwischen Biebermühle und Waldfischbach verkehrten anfangs Loks der Baureihe T 1. Den Eröffnungszug zwischen Kaiserslautern und Pirmasens am 1. August 1913 zog die Lok Rehweiler.
Als Ersatz für die Leistungen zwischen Biebermühle und Pirmasens kamen in der Folgezeit vor allem Tenderloks der preußischen Preußische T 14.1 zum Einsatz. Für kurze Zeit wurden sie bis 1946 von der T 20, der späteren Baureihe 95, aus Zweibrücken nachgeschoben, nachdem sie auf der Geislinger Steige an der Filstalbahn zunächst überflüssig geworden waren. 1939 kehrten sie aufgrund der Tatsache, dass der Streckenabschnitt Pirmasens Nord–Pirmasens Hbf. Teil der Roten Zone war, vorübergehend nach Geislingen zurück, um jedoch ein Jahr später bis zum Ende des Zweiten Weltkriegs wieder vor Ort zu sein.
Sonst dominierten preußische und pfälzische Dampflokomotiven den Güterverkehr. Im Personenzugdienst waren es meistens preußische P 8 und T 18, später Baureihen 38 und 78, die die Züge führten. Zwischen Pirmasens Nord und Kaiserslautern fuhr zusätzlich die DR-Baureihe 71.0. Im Güterverkehr wurden nach dem Zweiten Weltkrieg vor allem Loks der Baureihen 50 und 86 eingesetzt.

### Dieselfahrzeuge
Ab den 1950er Jahren wurde der Personenverkehr auf der Biebermühlbahn meistens mit Schienenbussen der Typen VT 95 und VT 98 bedient. 1981 fuhren sie letztmals zwischen Pirmasens Nord und Kaiserslautern. Weiter südlich verkehrten sie noch ein weiteres Jahrzehnt von Landau aus, ehe sie 1993 dort ebenfalls verschwanden. Gelegentlich waren auf der Biebermühlbahn ebenso Akkumulatortriebwagen der Baureihe 515 aus Worms anzutreffen.
Die Dampfloks wurden ab den 1960er Jahren durch Dieselloks der Typen V 100, V 60 und 218 und V 200 verdrängt. Letztere zogen die Eilzüge der Relation Pirmasens–Frankfurt. Ab Anfang der 1990er Jahre ersetzten neue Triebwagen der Baureihe 6282 die lokbespannten Züge. Inzwischen verkehren Mittelflurtriebwagen der Reihe 643 der Talent-Bauart sowie Triebwagen der Reihe 642.

## Betriebsstellen

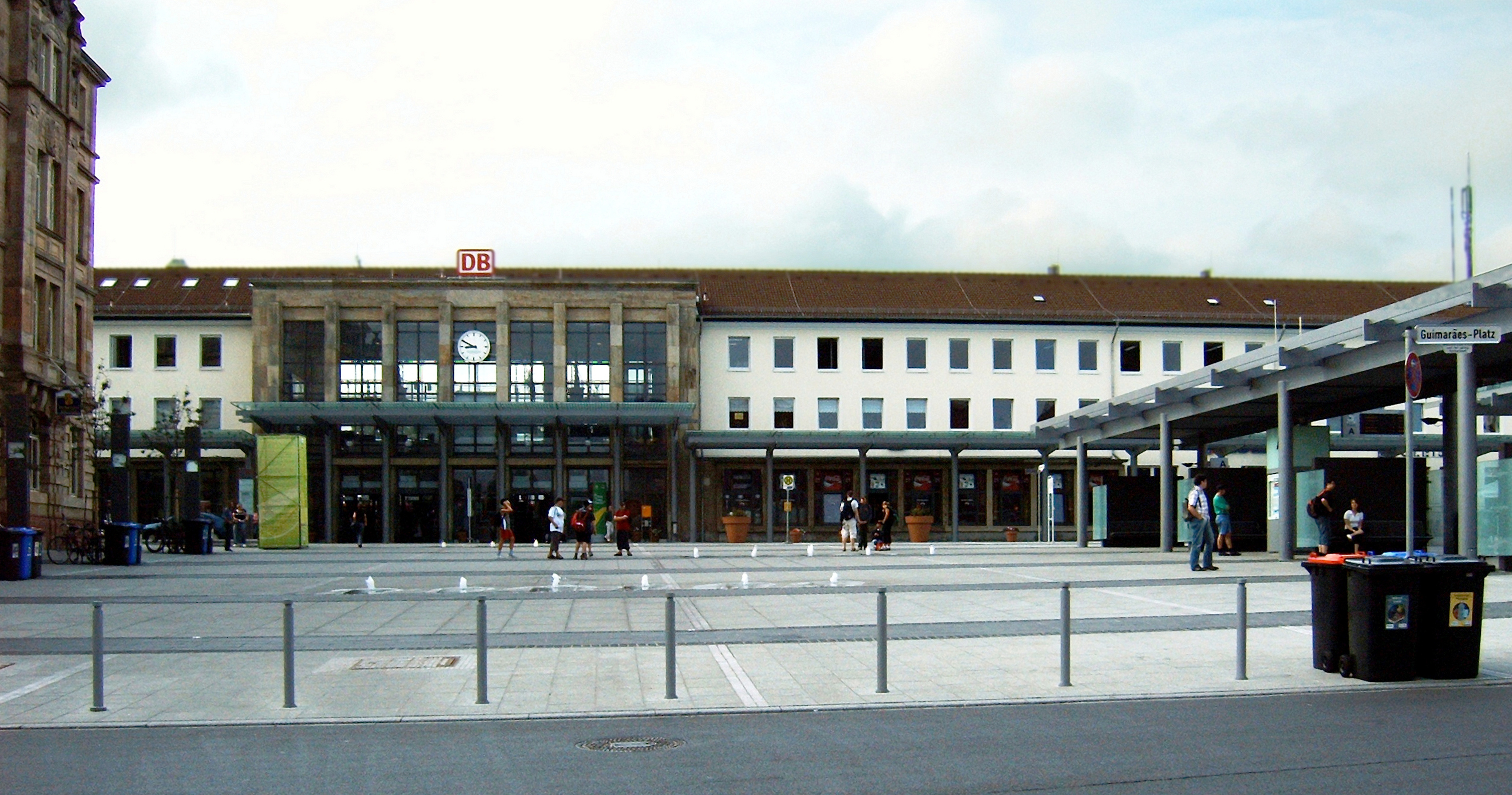
Kaiserslautern Hbf

### Kaiserslautern Hauptbahnhof
Der Kaiserslauterer Hauptbahnhof wurde am 1. Juli 1848 eröffnet, als der Abschnitt Homburg–Kaiserslautern der Pfälzischen Ludwigsbahn in Betrieb genommen wurde. Erst ein halbes Jahr später erfolgte die Verlängerung bis nach Frankenstein, ehe 1849 die damalige Strecke von der Rheinschanze bis Bexbach durchgängig befahrbar war. Aus dieser entwickelte sich in den Folgejahrzehnten die heutige Bahnstrecke Mannheim–Saarbrücken.
Trotz seiner Bedeutung wurde der Bahnhof erst 1875 mit Eröffnung der Bahnstrecke Kaiserslautern–Enkenbach – die sowohl als Zufuhrstrecke zur Alsenztalbahn als auch zur Donnersbergbahn diente – und damit vergleichsweise spät zum Eisenbahnknotenpunkt. Zusätzlich an Bedeutung gewann er durch Eröffnung der Lautertalbahn im Jahr 1883 und der Vollendung der Biebermühlbahn im Jahr 1913. Er verfügt über Fahrrad-Stellplätze, Parkplätze, Schließfächer, Reisebedarf, Mobilitätsservice, Busanschluss, einen barrierefreien Zugang sowie über ein Informationszentrum der DB.

### Kaiserslautern-Galgenschanze

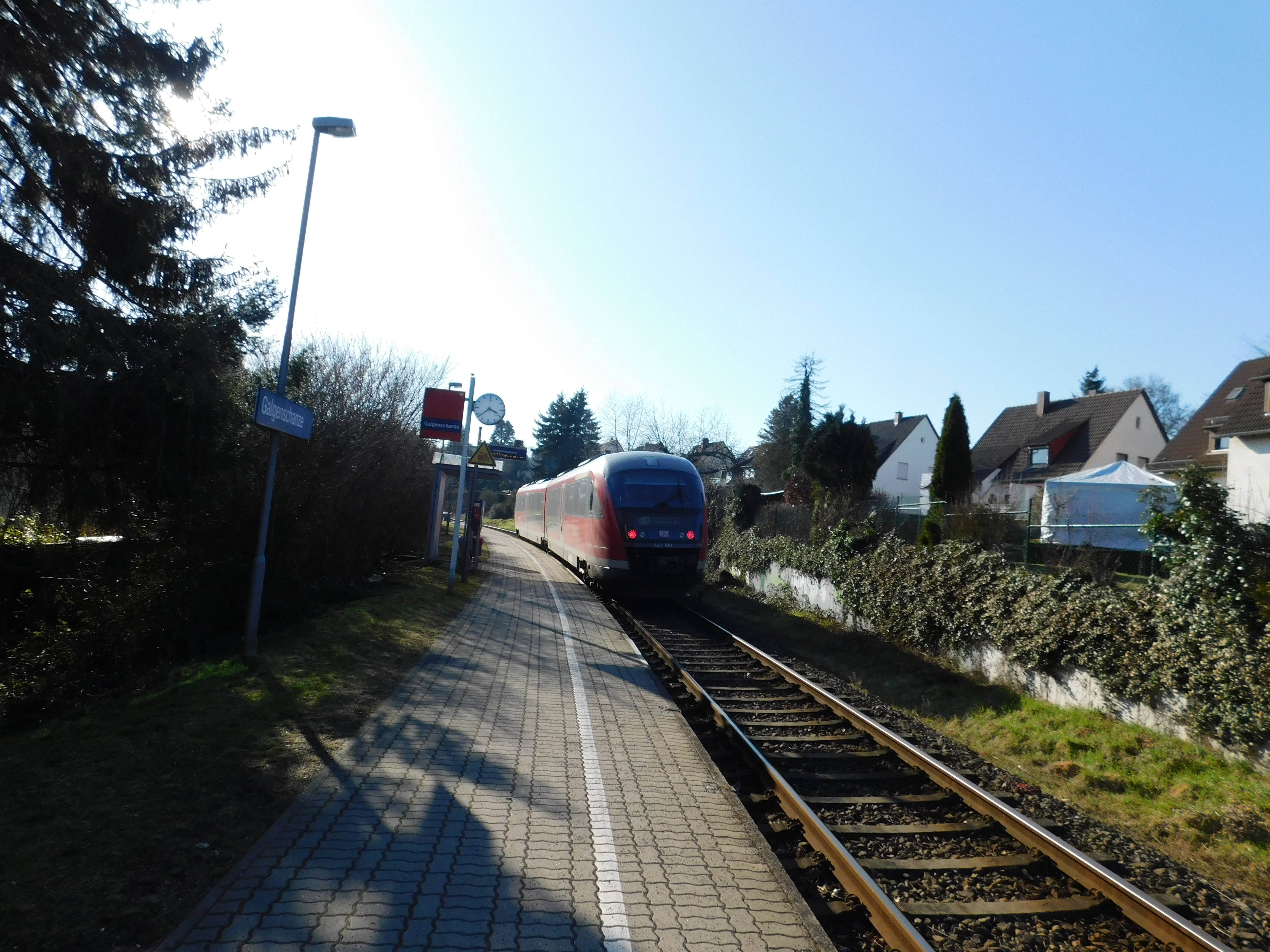
Bahnhof Galgenschanze Kaiserslautern

Der Haltepunkt Kaiserslautern-Galgenschanze folgt fast direkt nach dem Abzweig von der Magistrale Mannheim-Saarbrücken und erschließt die gleichnamige Kaiserslauterer Wohnsiedlung sowie auch die Karl-Pfaff-Siedlung, an deren östlichen Rand er sich befindet. Während der Zeit der Bayerischen Staatseisenbahnen war er als Stationstyp 1 geführt, was bedeutete, dass er „Personen- event. auch Gepäck-Verkehr“ aufwies. Mitte der 1980er Jahre wurde er aufgelassen, ein Jahrzehnt später jedoch reaktiviert.

### Hohenecken (Bahnhof und Haltepunkt)
Der Bahnhof Hohenecken diente dem gleichnamigen Kaiserslauterer Stadtteil und befand sich an dessen südlichem Siedlungsrand. Während der Zeit der Bayerischen Staatseisenbahnen war er als Stationstyp 2 geführt, was bedeutete, dass er „Personen-, Gepäck- und Eilgut-Verkehr“ aufwies. Zudem verfügte er über ein inzwischen abgebautes Ausweichgleis. In den 1980er Jahren wurde er mangels Rentabilität aufgelassen. Nachdem die Eröffnung bereits für Juni 2011 angekündigt war, wurde am 11. Juni 2017 in veränderter Position ein neuer Haltepunkt unter dem Namen „Kaiserslautern-Hohenecken“ in Betrieb genommen.

### Gelterswoog
Der Haltepunkt Gelterswoog, der sich auf Höhe des namensgebenden Gelterswoog – immer noch auf der Gemarkung von Kaiserslautern – befand, diente ausschließlich dem Freizeitverkehr. Er wurde erst am 28. August 1928 in Betrieb genommen. In den 1950er Jahren fuhren im Sommer eigens Badezüge zum Haltepunkt. Mangels Rentabilität wurde er im Jahr 1977 aufgelassen.

### Karlst(h)al
Der Haltepunkt Karlsthal befand sich auf Gemarkung der Ortsgemeinde Stelzenberg. Genau wie der Halt am Gelterswoog diente dieser Haltepunkt in erster Linie dem Freizeitverkehr, in diesem Fall der Erschließung des nahe gelegenen Karlstal, das sich unmittelbar östlich anschließt. Während der Zeit der Bayerischen Staatseisenbahnen war er als Stationstyp 1 geführt, was bedeutete, dass er „Personen- event. auch Gepäck-Verkehr“ aufwies. Bis 1961 war der Haltepunkt noch mit einem Agenten besetzt, der zum 1. März 1961 abgezogen wurde. Heute wird der Haltepunkt planmäßig nicht mehr bedient, jedoch können Reisegruppen auf Antrag immer noch ein- und aussteigen.

### Schopp

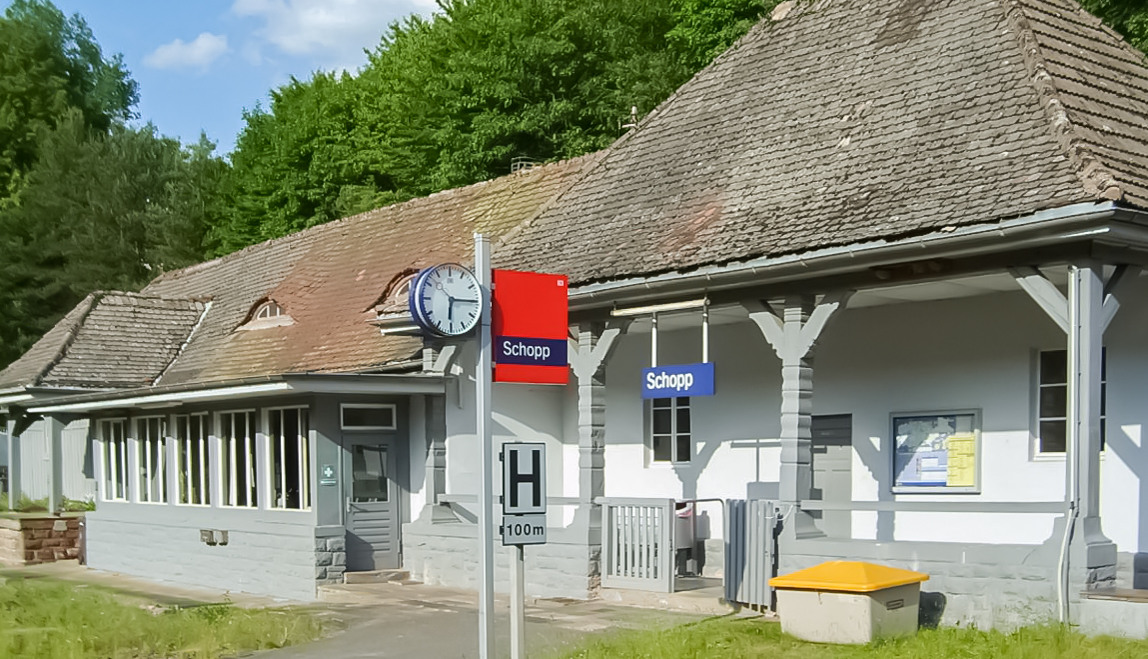
Bahnhof Schopp

Der Bahnhof Schopp befindet sich am nordwestlichen Siedlungsrand der Ortsgemeinde Schopp. Zum Zeitpunkt seiner Eröffnung besaß er Signale und Ausweichgleise. Er ist der einzige Kreuzungsbahnhof zwischen Kaiserslautern und Waldfischbach.
Sein Empfangsgebäude, das im Heimatstil und mit offener Wartehalle errichtet wurde sowie ein Walmdach enthält, stammt aus der Zeit um 1910 und steht unter Denkmalschutz. Im Gebäude selbst ist ein mechanisches Stellwerk – offizielle Abkürzung Sf – in Einheitsbauart untergebracht, das am 1. Januar 1954 in Betrieb genommen wurde und ein Außenstellwerk ersetzte. Das frühere Ladegleis im Bahnhof wurde zwischenzeitlich demontiert.

### Steinalben
Der frühere Bahnhof Steinalben befindet sich am nördlichen Ortsrand von Steinalben. Während der Zeit der Bayerischen Staatseisenbahnen war er als Stationstyp 2 geführt, was bedeutete, dass er „Personen-, Gepäck- und Eilgut-Verkehr“ aufwies. Zwischenzeitlich folgte sein Rückbau zum Haltepunkt. Der Landkreis Südwestpfalz hat beschlossen, den Haltepunkt in zentraler Ortslage neu zu errichten. Zusätzlich soll er einen Buswendeplatz sowie eine Park-and-ride-Anlage erhalten. Außerdem ist voraussichtlich ab 2020 geplant einen Kreuzungsbahnhof Steinalben zu errichten. Dadurch soll auf der Bierbermühlbahn und auf der Bahnstrecke Landau–Rohrbach in beiden Richtungen eine Fahrzeitersparnis von circa 4–5 Minuten erreicht werden. Die Finanzierung dieses Projektes ist noch nicht vollständig gesichert.

### Waldfischbach
Der Bahnhof Waldfischbach befindet sich am nordwestlichen Siedlungsrand von Waldfischbach. Wie sein Pendant in Schopp fungiert er als Kreuzungsbahnhof und verfügt über ein Empfangsgebäude. Letzteres besitzt jedoch für den Bahnbetrieb keine Bedeutung mehr und ging am 1. September 2007 in den Besitz der Heimbetriebsgesellschaft Pfalzblick über.
Er besitzt ein mechanisches Stellwerk mit der Bezeichnung Wf, das 1955 entstand und bis Herbst 2017 mit einem Fahrdienstleiter besetzt war. Seit diesem Zeitpunkt wird der Bahnhof von Neustadt aus gesteuert.

### Burgalben
Der Haltepunkt Burgalben befand sich am nördlichen Siedlungsrand des Ortes Burgalben. Während der Zeit der Bayerischen Staatseisenbahnen war er als Stationstyp 1 geführt, was bedeutete, dass er „Personen- event. auch Gepäck-Verkehr“ aufwies. Mangels Rentabilität wurde er in den 1980er Jahren aufgegeben. Von politischer Seite existieren jedoch Bestrebungen, den Halt zu reaktivieren.

### Pirmasens Nord

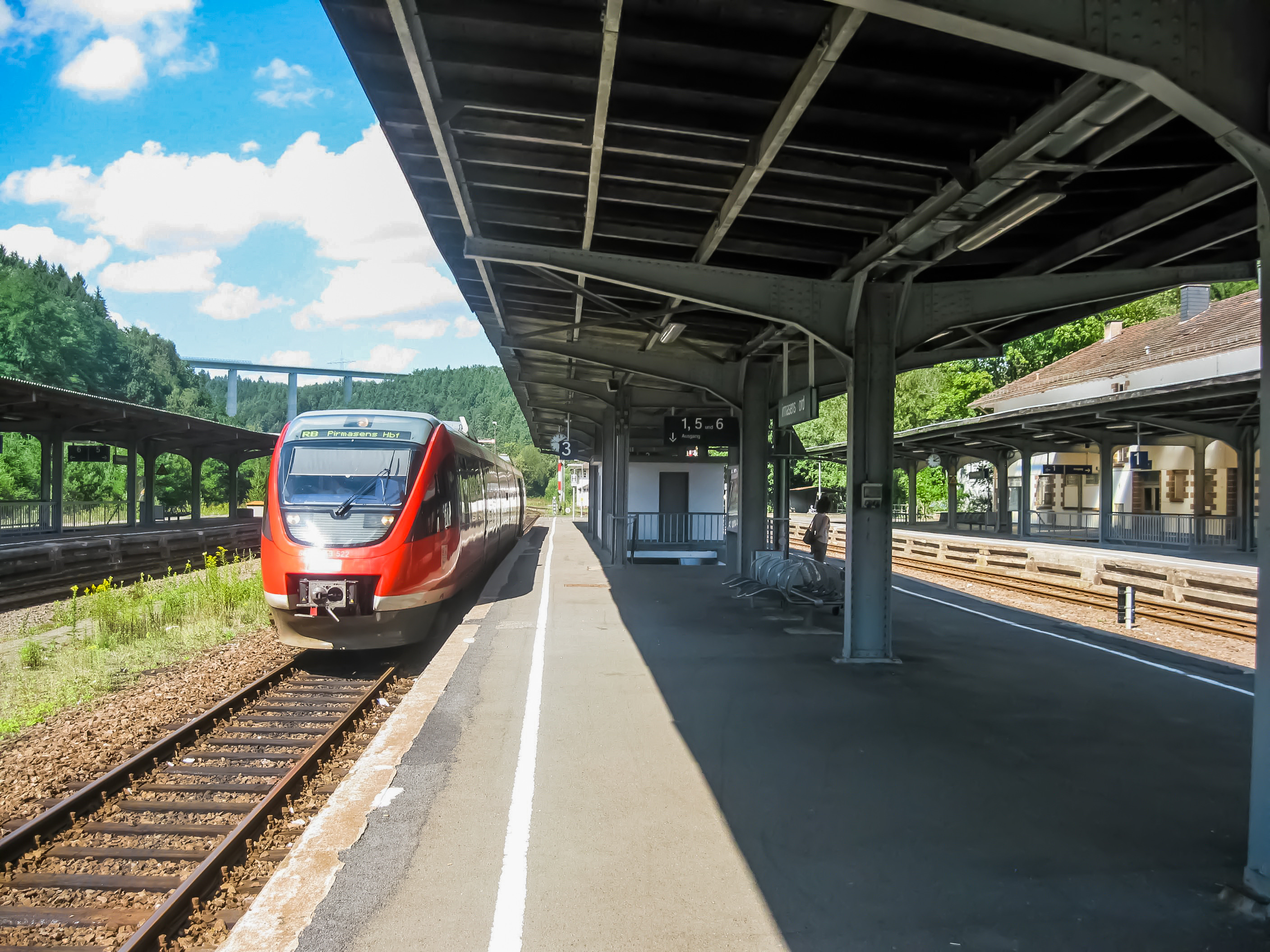
Zug im Bahnhof Pirmasens Nord

Der auf der Gemarkung der Ortsgemeinden Donsieders, Rodalben und Thaleischweiler-Fröschen liegende Bahnhof Pirmasens Nord hatte trotz seiner peripheren Lage von allen Zwischenstationen stets die größte Bedeutung. Seine Entstehung verdankt er im Wesentlichen der Tatsache, dass eine direkte Anbindung der Stadt Pirmasens an den schwierigen topographischen Verhältnissen scheiterte. Aus diesem Grund wurde einige Kilometer nördlich dieser Bahnhof errichtet, von der der heutige Biermühlbahn-Abschnitt nach Pirmasens als Stichstrecke entstand. Er fungiert daher vor allem als Umsteigestation. Von 1904 bis 1913 entstand die Durchbindung nach Kaiserslautern.
In den ersten Jahrzehnten seines Bestehens trug er nach dem unmittelbar östlich gelegenen, zu Donsieders gehörenden Weiler die Bezeichnung „Biebermühle“, die in der Umgangssprache bis heute erhalten blieb. Erst 1938 erhielt er den Namen „Pirmasens Nord“, obwohl er sich zu keinem Zeitpunkt auf Pirmasenser Gemarkung befand. In diesem Zusammenhang wurde er außerdem aus strategischen Gründen erheblich umgestaltet; so wurde das Empfangsgebäude, das sich seit 1904 mit Eröffnung des Biebermühlbahn-Abschnittes nach Waldfischbach in einer Insellage befunden hatte, durch ein Neues ersetzt.
Im Güterverkehr, der 2005 zum Erliegen kam, diente er in den letzten Jahrzehnten als Verteilerbahnhof für Güterzüge, die vom Rangierbahnhof Einsiedlerhof aus bis Pirmasens Nord gelangten und von dort aus in mehrere Züge zerlegt wurden, die zwischen Hauenstein und Zweibrücken die Bahnhöfe entlang der Magistrale Landau–Rohrbach bedienten und diejenigen an der Biebermühlbahn.

### Pirmasens Hauptbahnhof

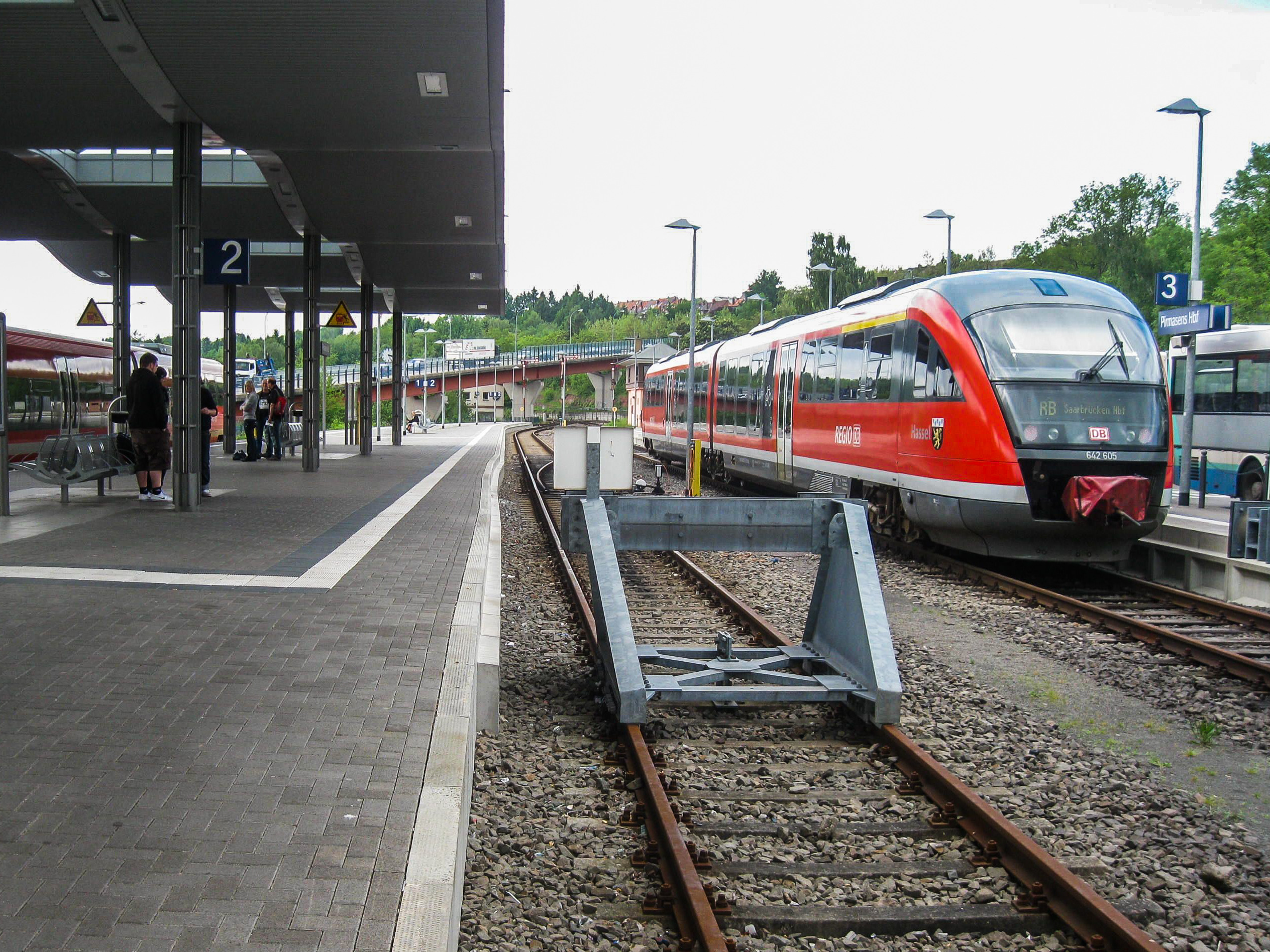
Pirmasens Hbf

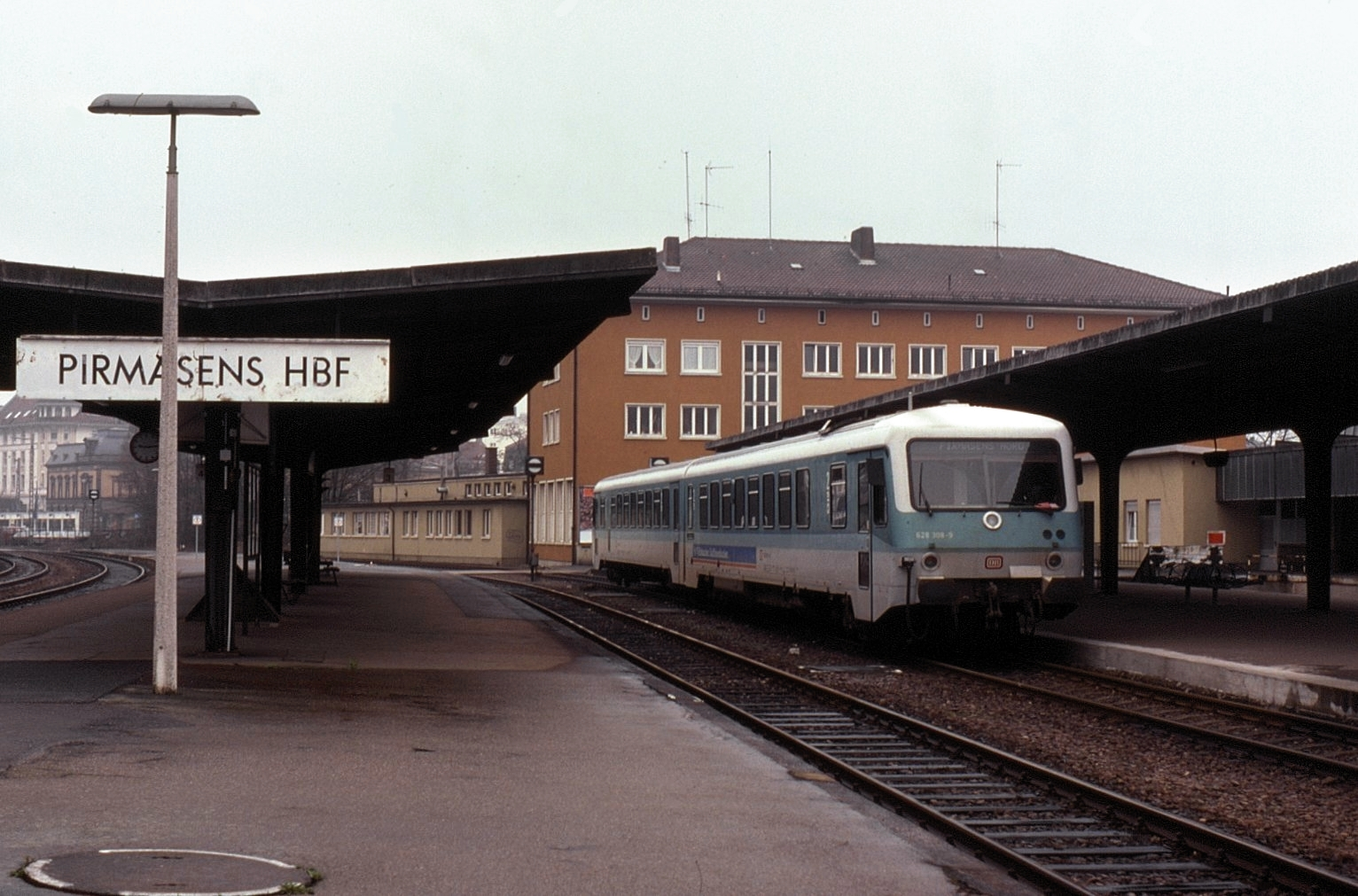
Pirmasens Hbf, 1993

Der Pirmasenser Hauptbahnhof befindet sich etwa einen Kilometer nördlich der Pirmasenser Innenstadt. Trotz seines Namens war er stets der einzige Bahnhof, der sich innerhalb der Gemarkung der Schuhstadt befindet.
Um die Jahrhundertwende wurde der Bahnhof neu errichtet, da er nicht mehr zeitgemäß erschien. In diesem Zusammenhang erhielt er unter anderem ein neues Empfangsgebäude.
1907 wurde der Bahnhof in Pirmasens offiziell in „Pirmasens Hauptbahnhof“ umbenannt. Im April 1941 erhielt er außerdem einen Lokomotivbahnhof mit einer Bekohlungsanlage, der eine Dependance des Kaiserslauterer Betriebswerks bildete.
Da er im Krieg stark zerstört worden war, wurde er ab den 1950er Jahren neu aufgebaut. Seit den 1980er Jahren nahm seine Bedeutung stetig ab. Der Güterverkehr kam zwischenzeitlich zum Erliegen und wurde schließlich ganz eingestellt. Um die Jahrtausendwende fand ein Umbau des Bahnhofs statt; die Anzahl der Gleise wurde dabei auf drei reduziert. Offiziell abgeschlossen waren die Maßnahmen am 22. November 2002.

## Zwischenfälle
- Im August 1980 kam es bei Schopp zu einem Dammrutsch, in dessen Folge die Diesellokomotive 218 384 entgleiste und in die Moosalb stürzte.[34][69]
- Im Dezember 2011 entwurzelte das Orkantief Joachim Bäume, die auf die Schienen gefallen sind.[70]